# William Zimdin
Wilhelm Julius Arthur Zimdin, auch William D. Zimdin, (* 21. Dezember 1880 in Dorpat, Gouvernement Livland; † 4. März 1951 in Santa Barbara, Kalifornien) war ein international tätiger Unternehmer, Investor, Immobilienhändler sowie Hotel- und Casinobesitzer.

## Leben

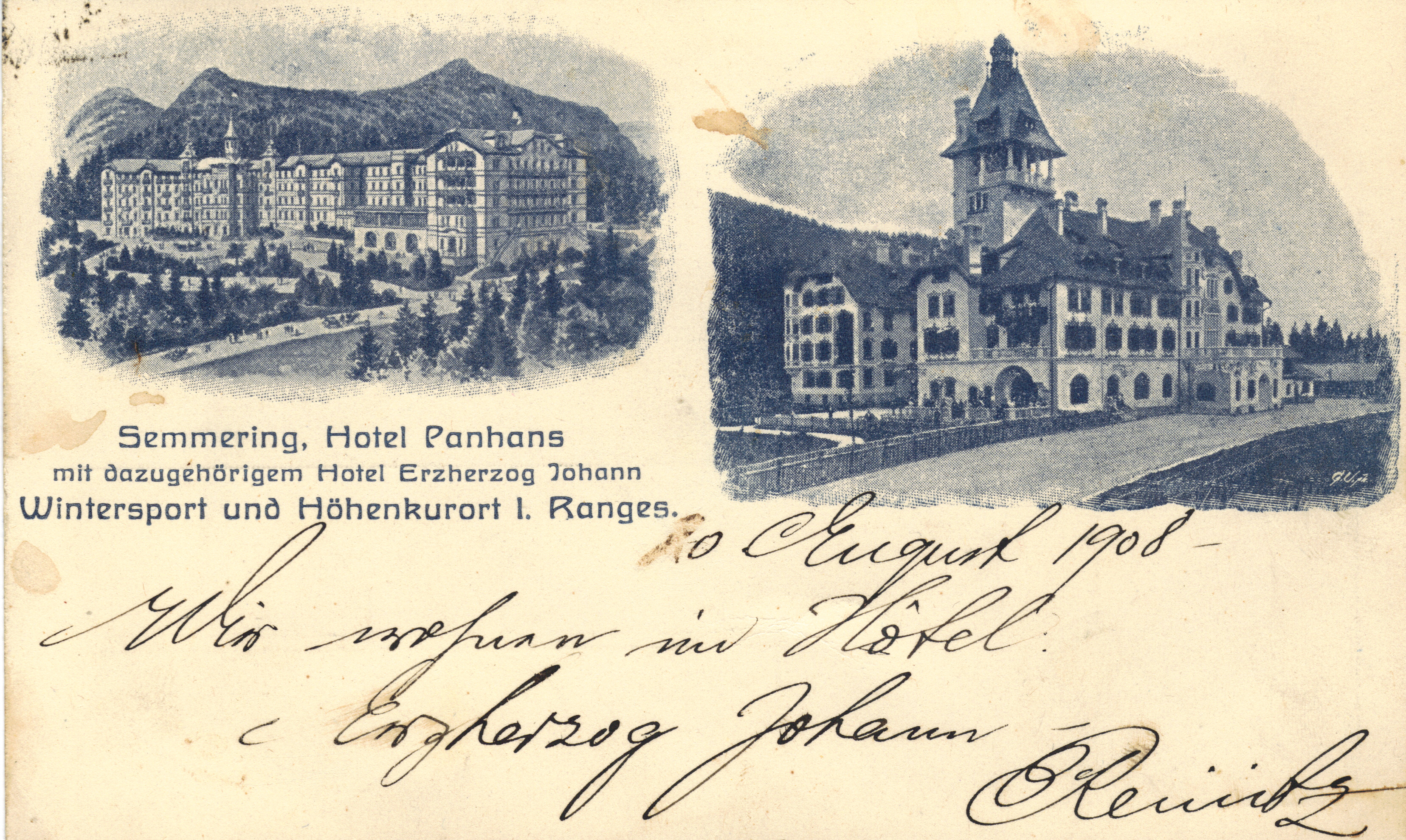
Hotel Panhans und Hotel Erzherzog Johann, um 1905

Zimdin stammte aus dem russischen Gouvernement Livland. Er begann in der Holzwirtschaft und betrieb eine Fabrik in Nowosibirsk in Sibirien unter der Firma W. D. Zimdin. Seine ersten großen internationalen Geschäfte fanden 1920 statt und betrafen den Handel zwischen den USA und der Sowjetunion. In Stockholm gab es eine Aktiebolaget W. D. Zimdin und in Riga eine W. D. Zimdin Handels- und Industrie-AG 1921 erwarb er das Palais Blücher am Pariser Platz in Berlin, das er 1931 mit großem Gewinn der US-amerikanischen Regierung zu Zwecken der Einrichtung ihrer Botschaft verkaufte. Zimdin war auch im Kalibergbau aktiv; 1923 wurde er Aufsichtsratsmitglied der Wintershall AG, an der er größere Anteile hielt. Er unternahm größere Immobilieninvestitionen im Bereich des österreichischen Kurorts Semmering. Er war von 1930 bis 1938 der Eigentümer des Hotel Panhans am Semmering, das er durch kluge Investitionen wieder in die Gewinnzone brachte. Auch das 1945 zerstörte „Grandhotel Erzherzog Johann“ auf der Passhöhe war sein Eigentum. Zimdin wurde damals als „Retter des Semmering“ gefeiert.
Zimdin ließ sich in Dubrovnik die orientalisierende Villa Šeherezada errichten, die mit ihrer blauen Kuppel zu einem der Wahrzeichen der Stadt wurde.
Nach 1938 konzentrierte der Millionär, der wegen seiner jüdischen Herkunft seine Unternehmungen im Einflussgebiet des Nationalsozialismus einstellen musste, seine Aktivitäten auf die USA. 1945 begann er, in großem Stil Hilfspakete an Freunde und ehemalige Angestellte nach Europa zu schicken. Er errichtete 1948, drei Jahre vor seinem Tod, eine bedeutende wohltätige Stiftung, die in der Folge von seinem Geschäftspartner Dezső (Denis) Karczag geleitet und ausgebaut wurde. 1957 wurde sie in Direct Relief umbenannt. Direct Relief International mit Sitz in Santa Barbara, Kalifornien, liefert heute Medikamente an über 50 Länder im Umfang von zuletzt über 200 Mio. Dollar pro Jahr.